# Bacas
Bacas, conhecido no Congo como baiacas (Bebayaka, Bebayaga, Bibaya), é um grupo étnico que habita as florestas tropicais do sudeste dos Camarões, norte da República do Congo, norte do Gabão e sudoeste da República Centro-Africana. Às vezes são chamados de subgrupo dos tuás, mas os dois povos não estão intimamente relacionados. Da mesma forma, o nome "Baca" é às vezes aplicado erroneamente a outros povos da região que, como os bacas e os tuás, são historicamente chamados de pigmeus, um termo que não é mais considerado respeitoso.

## Identidade
Os bacas são todos caçadores-coletores, anteriormente chamados Pigmeus, localizados na floresta tropical da África Central. Com alturas médias de 1,52 metros (5 pés), bem como estilos de vida semi-nômades, os bacas são frequentemente discriminados e marginalizados da sociedade.

Eles residem no sudeste dos Camarões, no norte do Gabão e na parte norte da República do Congo. No Congo, o povo baca é conhecido como bayaka. Alguns bacas também são encontrados no sudoeste da República Centro-Africana. Embora o povo baca esteja localizado em toda a floresta tropical da África Central, eles estão concentrados principalmente nos Camarões, pois a comunidade baca dos Camarões representa aproximadamente trinta mil indivíduos.
Os bacas são um povo semi-nômade, como outros caçadores-coletores, como os bagielis e os tuás. No entanto, eles estão lentamente se tornando um povo mais sedentário devido ao desmatamento intensivo da floresta tropical da África Central. As pressões de seus vizinhos mais altos e dominantes, os bantos, também diminuíram a mobilidade do povo baca.
Os bacas mantiveram com sucesso seu idioma, também chamado baca. Ao contrário das línguas de seus vizinhos (cozimes, bacuns e bangandus), que têm raízes bantas, baca vem de uma família de línguas diferente, a ubangiana.